# Catedral de San Patricio (Harrisburg)
La Catedral de San Patricio  (en inglés: Cathedral of Saint Patrick) es una catedral de la Iglesia católica en el centro de Harrisburg, Pennsylvania, Estados Unidos. Es la iglesia principal de la diócesis de Harrisburg y es la sede de su obispo.Es una propiedad que contribuye en el distrito histórico de Harrisburg en el registro nacional de lugares históricos de Estados Unidos.
El catolicismo llegó a Pennsylvania central antes de la guerra revolucionaria de Estados Unidos. Los jesuitas alemanes establecieron la Capilla de Conewago (1730) y la Iglesia de Santa María (1743) en Lancaster. Alrededor de 1806 había una pequeña misión católica en Harrisburg.
La parroquia fue visitada por San Juan Neumann, que fue el obispo de Filadelfia y, por tanto, el obispo de la parroquia, en 1855 y 1857.
La Diócesis de Harrisburg fue establecida por el Papa Pío IX el 3 de marzo de 1868. San Patricio fue designada la pro-catedral de la nueva diócesis. El Obispo John W. Shanahan propuso en un sínodo diocesano en 1902 que una catedral permanente se construyera en la diócesis. Un comité se formó y se aceptaron los planos del arquitecto Filadelfia George I. Lovatt, La tierra estaba lista para la nueva iglesia en 1904 y se completó el 1 de marzo de 1907.

## Véase también

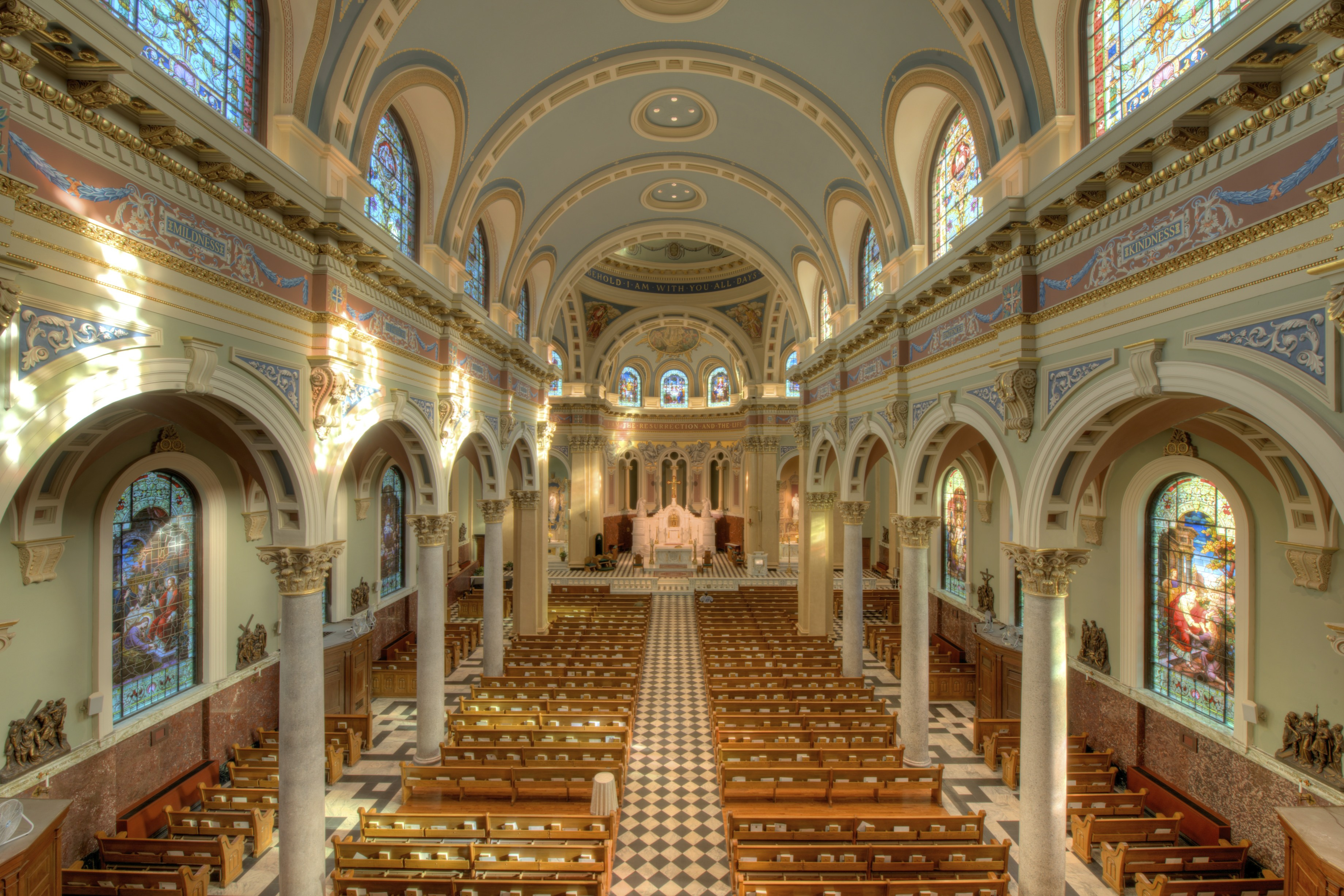
Vista interna